# More than just a seagull
More than just a seagull is twee studioalbums van Gandalf.
Hij schreef en speelde de muziek voor een Multi-media-opvoering van Jonathan Livingstone Seagull (1970) van Richard Bach in 1983. Volgens het album bevat het de zoektocht van Jonathan naar “de waarheid”. De opnamen vonden plaats in het jaar van uitgifte of het jaar daarvoor. Het verscheen destijds (december 1983) op langspeelplaat. Die uitgave bevat de tracks 1, 3 en 5 uit onderstaand overzicht.
In 1988 verscheen het album in geremixte vorm en met twee extra tracks (2 en 4) op compact disc. Die mix vond plaats in zijn eigen Electric Mind geluidsstudio. Het album verscheen toen op zijn eigen platenlabel Seagull Music.

## Musici
- Gandalf – alle muziekinstrumenten

## Muziek
Alle muziek van Gandalf. 

| Nr. | Titel                     | Duur  |
| --- | ------------------------- | ----- |
| 1.  | Self-realisation          | 19:08 |
| 2.  | Sky, sea and me           | 9:15  |
| 3.  | Beyond the material world | 15:38 |
| 4.  | Reincarnation             | 6:34  |
| 5.  | Spiritual dawn            | 6:04  |

Delen van Spiritual dawn zijn vastgelegd op het eiland Thasos. Sky, sea and me is vastgelegd tijdens een improvisatie tijdens een concert in Amsterdam, 3 november 1986, dus kon sowieso niet op het originele album verschijnen.